# Pilea rhombea
Pilea rhombea är en nässelväxtart som först beskrevs av Carl von Linné d.y., och fick sitt nu gällande namn av Frederik Michael Liebmann. Pilea rhombea ingår i släktet pileor, och familjen nässelväxter. Inga underarter finns listade i Catalogue of Life.